# Namdalseids kommun
Namdalseids kommun (norska: Namdalseid kommune) var en kommun i Trøndelag fylke i Norge. Kommunen omfattade den sydvästra delen av nuvarande Namsos kommun. Tätorten Namdalseid utgjorde kommunens centralort.

## Administrativ historik
Namdalseids kommun upprättades den 1 januari 1904 genom utbrytning ur Beitstads kommun. Kommunen hade 1 368 invånare vid upprättandet.
Den 1 januari 1964 gick en del av den då upplösta Otterøy kommun (området söder om Namsenfjorden, förutom ön Hoddøya, med 571 invånare) upp i Namdalseids kommun. Kommunen ökade då från 1 534 invånare före sammanslagningen till 2 105 invånare efter.
Den 1 januari 2020 gick kommunen, tillsammans med Fosnes kommun, upp i Namsos kommun.